# 天主教比紹教區
天主教比紹教區（拉丁語：Dioecesis Bissagensis）是畿內亞比紹一個羅馬天主教教區，直屬聖座。此教區是該國兩個天主教教區之一。

## 歷史
葡屬畿內亞自治傳教團於1940年9月4日設立，1955年4月29日升為宗座監牧區，1977年3月21日升為教區。

## 概況
教區管轄首都比紹和西北部三個區，2006年時有95,000名教友（佔轄區總人口11.2%）、24個堂區和60名司鐸。教區主教現時出缺，輔理主教為若瑟·蘭普拉-卡，榮休主教為若瑟·坎內特·納比辛。